# Parc provincial Arrowhead
Le parc provincial Arrowhead (anglais : Arrowhead Provincial Park) est un parc provincial de l'Ontario (Canada) situé à Huntsville. Un portion des anciennes rives du lac Algonquin est visible dans le parc.